# Меана Сардо
Меа̀на Са̀рдо (на италиански: Meana Sardo; на сардински: Meàna, Меана) е село и община в Южна Италия, провинция Нуоро, автономен регион и остров Сардиния. Разположено е на 588 m надморска височина. Населението на общината е 1942 души (към 2010 г.).